# Alticola
Alticola es un género de roedor de la familia Cricetidae.

## Especies
Subgénero Alticola
- Alticola albicaudus (True, 1894)
- Alticola argentatus (Severtzov, 1879)
- Alticola barakshin Bannikov, 1947
- Alticola montosa (True, 1894)
- Alticola roylei (Gray, 1842)
- Alticola semicanus (Allen, 1924)
- Alticola stoliczkanus (Blanford, 1875) (=Alticola stracheyi Thomas, 1880)
- Alticola tuvinicus Ognev, 1950

Subgénero Aschizomys (Miller, 1899)
- Alticola lemminus (Miller, 1898)
- Alticola macrotis (Radde, 1862)
- Alticola olchonensis Litvinov, 1960

Subgénero Platycranius  (Kastschenko, 1901)
- Alticola strelzowi (Kastschenko, 1899)